# زاندشتدت
زاندشتدت (به آلمانی: Sandstedt) یک منطقهٔ مسکونی در آلمان است که در هاگن یم برمیشن واقع شده‌است. زاندشتدت ۱٬۵۵۶ نفر جمعیت دارد.